# オーソン・ウェルズ劇場
『オーソン・ウェルズ劇場』（オーソン・ウェルズげきじょう、英語: Orson Welles' Great Mysteries）は、1973年から1974年までイギリスのITVで放送されていたテレビドラマである。
番組は、オー・ヘンリー、W・W・ジェイコブズ、スタンリイ・エリンなどのミステリー作家たちによる短編作品を映像化して放送。その名の通り、オーソン・ウェルズをストーリーテラーに起用していた。
日本では朝日放送により、1977年1月から同年6月までテレビ朝日（同年3月まではNETテレビ）とその系列局で放送。ニッカウヰスキーの一社提供で、ウェルズが出演したウイスキー「G&G」のテレビCMが放送時間中に流されていた。
コマーシャルBGMは、ジョン・バリーの作曲、ポリドールからEPが発売された。
「オーソン・ウェルズのテーマ」2分16秒。
Ｂ面は「野生のエルザ」。